# SC Olhanense
Sporting Clube Olhanense ist ein Fußballverein aus der portugiesischen Stadt-Gemeinde Olhão bei Faro an der Algarve im Süden des Landes.
Der Verein spielte bis zur Saison 2008/09 in der 2. portugiesischen Liga, der Liga da Honra (Ehrenliga) und stieg dann als Tabellenerster in die Primeira Liga auf. Der größte Erfolg liegt bereits einige Jahre zurück: Der Verein wurde in der Saison 1923/24 Portugiesischer Meister.
Die Federação Portuguesa de Futebol und SC Olhanense haben 2013 bekanntgegeben, dass alle Heimspiele im Estádio Algarve stattfinden.

## Trainer
- Giuseppe Galderisi (2014)
- Edgar Davids (2021–)